# Petra Gelbart
Petra Gelbart (n. 1978, Ústí nad Labem, Republica Socialistă Cehă, Cehoslovacia) este o muzicologă, cercetătoare și profesoară de etnie romă, doctor în etnomuzicologie la Universitatea Harvard, membră a ansamblului muzical romani Via Romen și fondatoare a Inițiativei pentru Muzica Romani în cadrul New York University. Este o activistă pentru drepturile omului și drepturile romilor.

## Educație
Petra Margita Gelbart s-a născut în Cehoslovacia, într-o familie romă, cu influențe etnice din regiunea Moravia și Germania (grupul etnic Sinti), bunicii ei fiind printre puținii supraviețuitori din Cehoslovacia ai Genocidului romilor. Aici a învățat limba romani, tradițiile și muzica romilor. La vârsta de 10 ani, s-a stabilit împreună cu familia în SUA. A studiat muzicologie la Universitatea Berkeley din California, iar în 2010 a obținut titlul de doctor în etnomuzicologie acordat de Universitatea Harvard, cu teza intitulată „Learning Race, Music and Nation in the Czech Republic.” A urmat în 2016 cursuri postuniversitare la Molloy College, în domeniul terapiei muzicale.

## Activitate profesională
Domeniile de cercetare abordate de Gelbart cuprind comunicare interetnică, psihologia muzicii, Holocaustul și etnografie instituțională. Predă cursuri de teorie muzicală romani în contextul diversității etnice și culturale la Ramapo College din Mahwah, New Jersey și susține drepturile romilor. A participat la conferințe și sesiuni de comunicare internaționale despre Holocaust și discriminarea romilor.
Pe lângă activitatea didactică și de cercetare, este terapeută și membră în mai multe organizații romani pentru drepturile romilor. Începând cu anul 2005, este co-fondatoare a Naše romské dítě/Amaro drom, un proiect dedicat copiilor romani aflați în plasament familial în Republica Cehă.
Petra Gelbart este membră și a contribuit la înființarea Via Romen, un ansamblu muzical și de dans internațional, care păstrează tradiția muzicală romani, în combinație cu elemente folclorice din Rusia, ritmuri latino și de jazz. În calitate de solistă vocală și interpretă la chitară și acordeon, a participat la spectacole în diferite țări, precum Festivalul Herdeljezi din California, Festivalul dedicat romilor de la Salmovska Café din Praga sau pe scenele teatrelor din Cambridge, Boston, Iowa.
În 2021, în România, a fost publicată prima carte ilustrată pentru copii despre istoria romilor, Inelul cu cap de cal, semnată de două autoare rome, Ioanida Costache și Petra Gelbart, cu ilustrații de Anca Smărăndache. Cartea a fost rezultatul unui program început din 2017, „Noii povestitori”, în care Petra s-a implicat pentru a face cunoscută istoria romani, prin diversitate etnică.